# المنزل (القفر)

تعديل مصدري - تعديل

المنزل هي إحدى قرى عزلة بني مسلم بمديرية القفر التابعة لمحافظة إب، بلغ تعداد سكانها 102 نسمة حسب تعداد اليمن لعام 2004.